# Manteca de yak

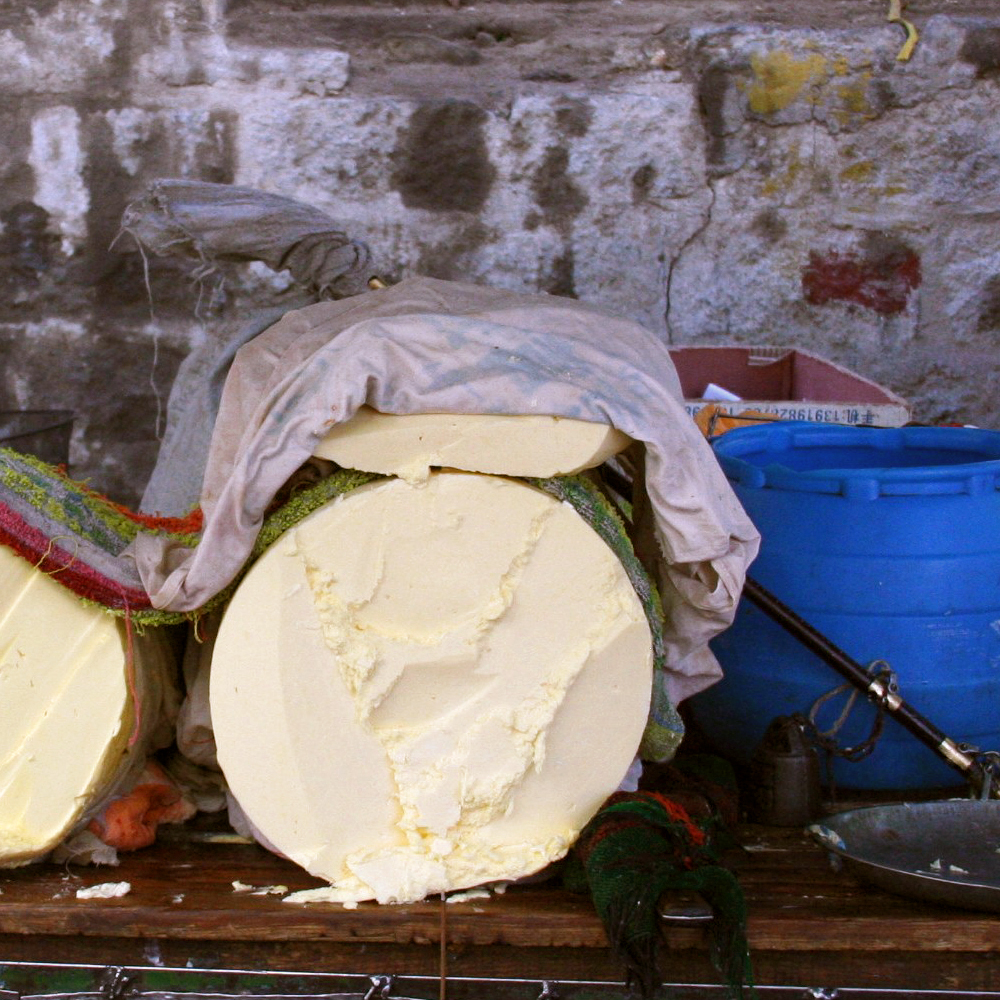
Manteca de yak expuesta para la venta en un mercado callejero de Lhasa.

La manteca de yak es manteca que ha sido elaborada utilizando leche de yak (Bos grunniens) domesticado. Es un alimento básico y un elemento parte del comercio de las comunidades pastoriles en el sur de Asia Central y en la Meseta tibetana. Numerosos países y grupos culturales poseen comunidades de pastores que producen y consumen los productos lácteos de yak incluidos el queso y la manteca – por ejemplo, China, India, Mongolia, Nepal, y Tíbet.
La leche de yak recién ordeñada posee un contenido de grasa que es el doble del de la leche de vaca, por lo que la manteca que se obtiene posee una textura que es muy similar a la textura del queso.

## Producción

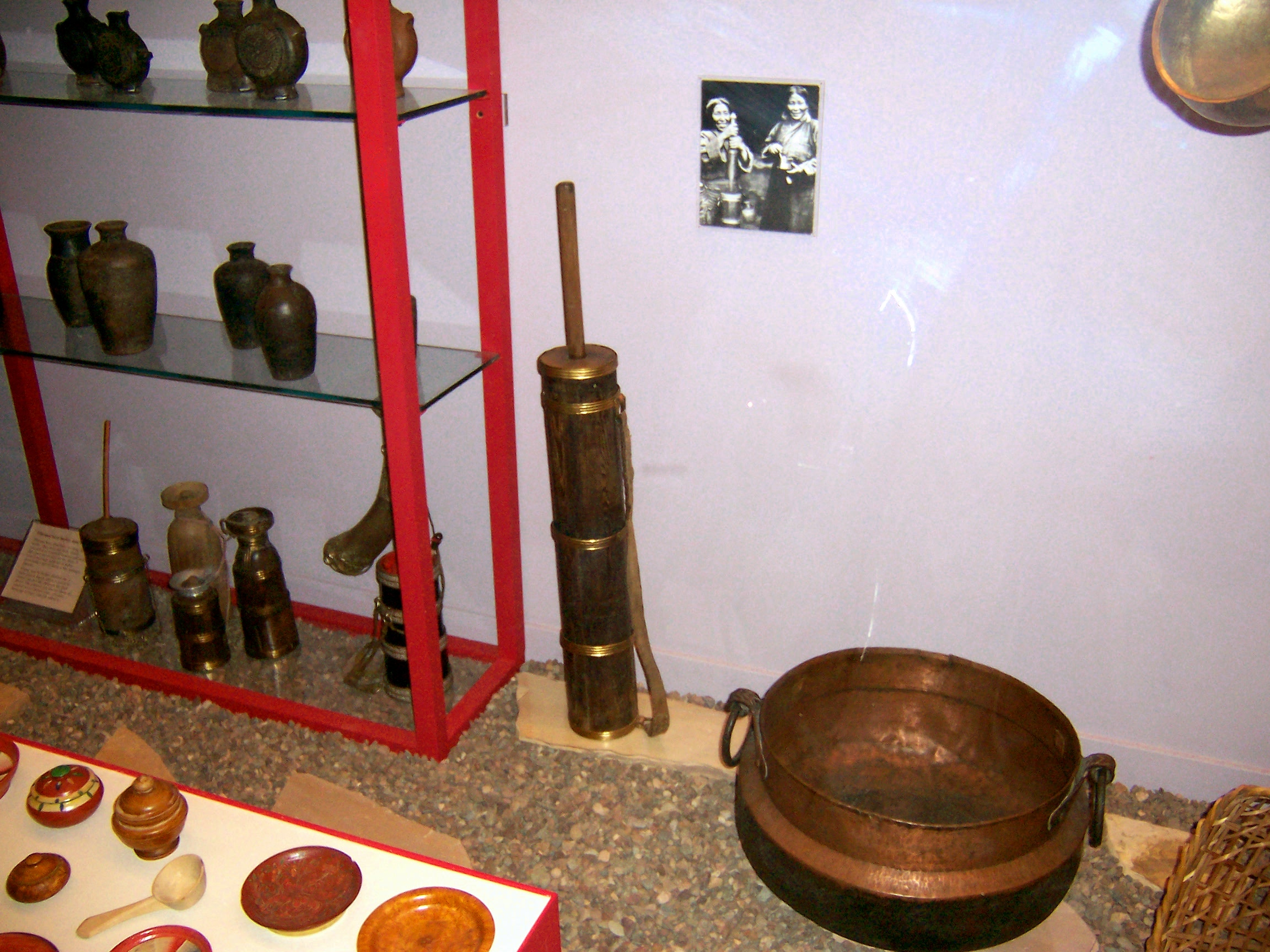
Batidor de manteca, expuesto con otros implementos de cocina tibetanos en un museo. Nótese la correa para transportarlo y sus pequéñas dimensiones, adaptaciones al uso nómade.

Los yaks les brindan a sus pastores numerosos beneficios, incluidos su bosta como combustible, potencia de carga y arrastre, carne, fibra, y leche. No todas las comunidades pastoriles poseen una tradición de utilizar la leche de yak o producir manteca, aunque en las regiones de pasturas montañosas esta práctica es común. Cada vaca de yak produce una cantidad reducida de leche, por lo que solo cuando se dispone de rebaños grandes es que los pastores pueden producir una cantidad considerable de leche. La leche es más abundante en el verano que en el invierno; transformar la leche fresca en manteca o queso es una forma mediante la cual los pastores pueden almacenar calorías para su uso posterior.
En el oeste del Tíbet, primero se deja a la leche de yak que fermente una noche, la substancia con consistencia de yogur que resulta es batida por una hora removiendo una pala de madera de manera continua en un delgado recipiente de madera. En invierno, se acumula yogur de varios días, luego se lo vuelca en un estómago de oveja inflado y se lo sacude hasta que se forma la manteca.
La manteca de yak fresca es preservada de diversas maneras, y puede conservarse hasta un año si no se la expone al aire y se la almacena en un ambiente con aire seco frío. Se la almacena en bolsas se estómago de oveja, envuelta en piel de yak, o envuelta en grandes hojas de rododendro. Una vez que se abre el contenedor, la manteca de yak comienza a descomponerse produciendo trazas de moho azul similares a las que desarrolla el queso roquefort.

## Usos

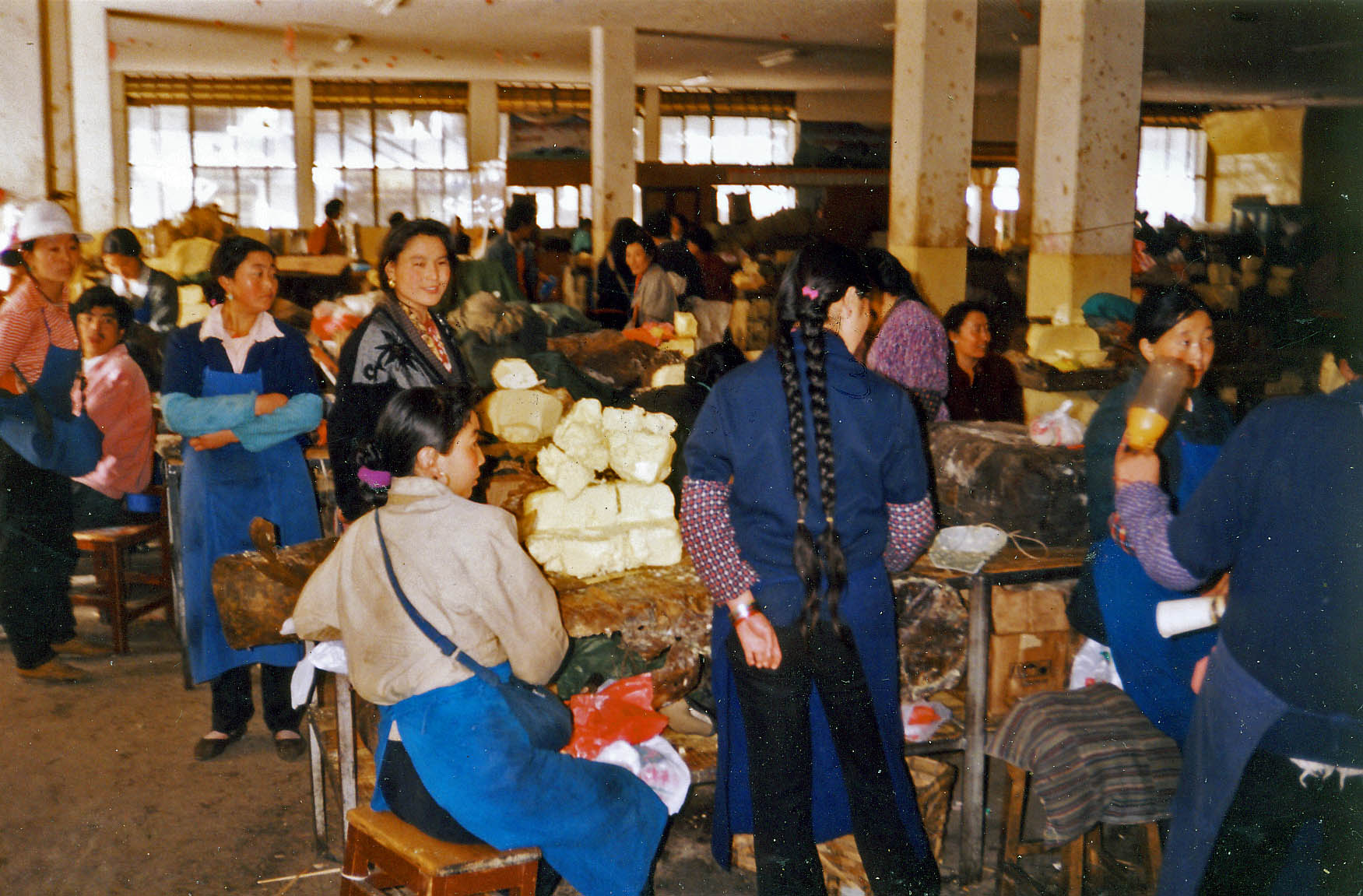
Mercado de manteca de yak en Tromzikhang (1993).

El té con manteca de yak es un alimento básico diario en toda la región del Himalaya y por lo general se lo prepara con manteca de yak, té, sal y agua, se bate la mezcla para obtener una espumilla. Es la "bebida nacional tibetana" de la cual los tibetanos llegan a consumir más de 60 pequeños pocillos por día para hidratarse e incorporar los nutrientes necesarios en el ambiente frío y de alta altitud en el que viven. A veces se prefiere la manteca rancia ya que se obtiene un té con un sabor diferente.
La manteca de yak derretida puede ser mezclada, en cantidades más o menos iguales, con harina tostada de cebada (tsampa). La masa que se obtiene, mezclada con dátiles o semillas de sésamo, es utilizada para homenajear a los huéspedes. También se la puede almacenar para su uso ulterior y luego derretirla con agua caliente, a la cual se incorpora sal o azúcar.
La manteca de yak es utilizada en el curtido tradicional de pieles. Para esta tarea se prefiere la manteca rancia.
Otros usos no-alimentarios son el uso de la manteca de yak como combustible de lámparas, humectar la piel, y las tradicionales esculturas de manteca para el Año nuevo tibetano. Estas esculturas de manteca de yak llegan a medir 10 m de alto.
En Nepal, especialmente en Katmandú, el queso y la manteca de yak se producen en fábricas y comercializado para la venta. Durante 1997–98, en Nepal se produjeron y comercializaron 26 toneladas de manteca de yak de esta forma.